# Potamó de Mitilene
Potamó de Mitilene (en grec Ποτάμων), fill del retòric Lesbonax, va ser un retòric grec del temps de l'emperador Tiberi, del que era amic.
Plutarc diu que era una autoritat en Alexandre el Gran. Probablement és aquest Potamó de qui Llucià diu que va viure uns 90 anys. Suides diu que a més d'escriure una vida d'Alexandre el Gran va deixar altres obres:
- ́Ωροι Σαμίων Annals dels Samnis
- Βρούτου ἐγκώμιον Encomi de Brutus
- Περὶ τελείου ῥήτορος La retòrica definitiva
- περὶ τη̂ς διαφορα̂ς, mencionat per Ammònios a l'obra περὶ ὁμοίων καὶ διαφόρων λέξεων, s. v. ἐρωτᾳ̂ν.[1]